# به ژاپنی پاکوتاه
به ژاپنی پاکوتاه (نام علمی: Chaenomeles japonica) نام یکی از گونه‌های سردهٔ به ژاپنی است. نوعی درختچه برگریز است که در حدود ۱٫۲ متر ارتفاع دارد. ارتفاع این‌گونه از دیگر گونه‌های به ژاپنی کوتاه‌تر است. این گیاه دارای برگ‌های سبز تخم مرغی با گل‌های قرمز و با مرکز زرد و به تعداد بسیار زیاد و زیبا و مبدل شونده به میوه‌های زرد است. میوه آن به ژاپنی کوسا بوکه (به ژاپنی: 草木瓜 Kusa-boke) نامیده می‌شود.

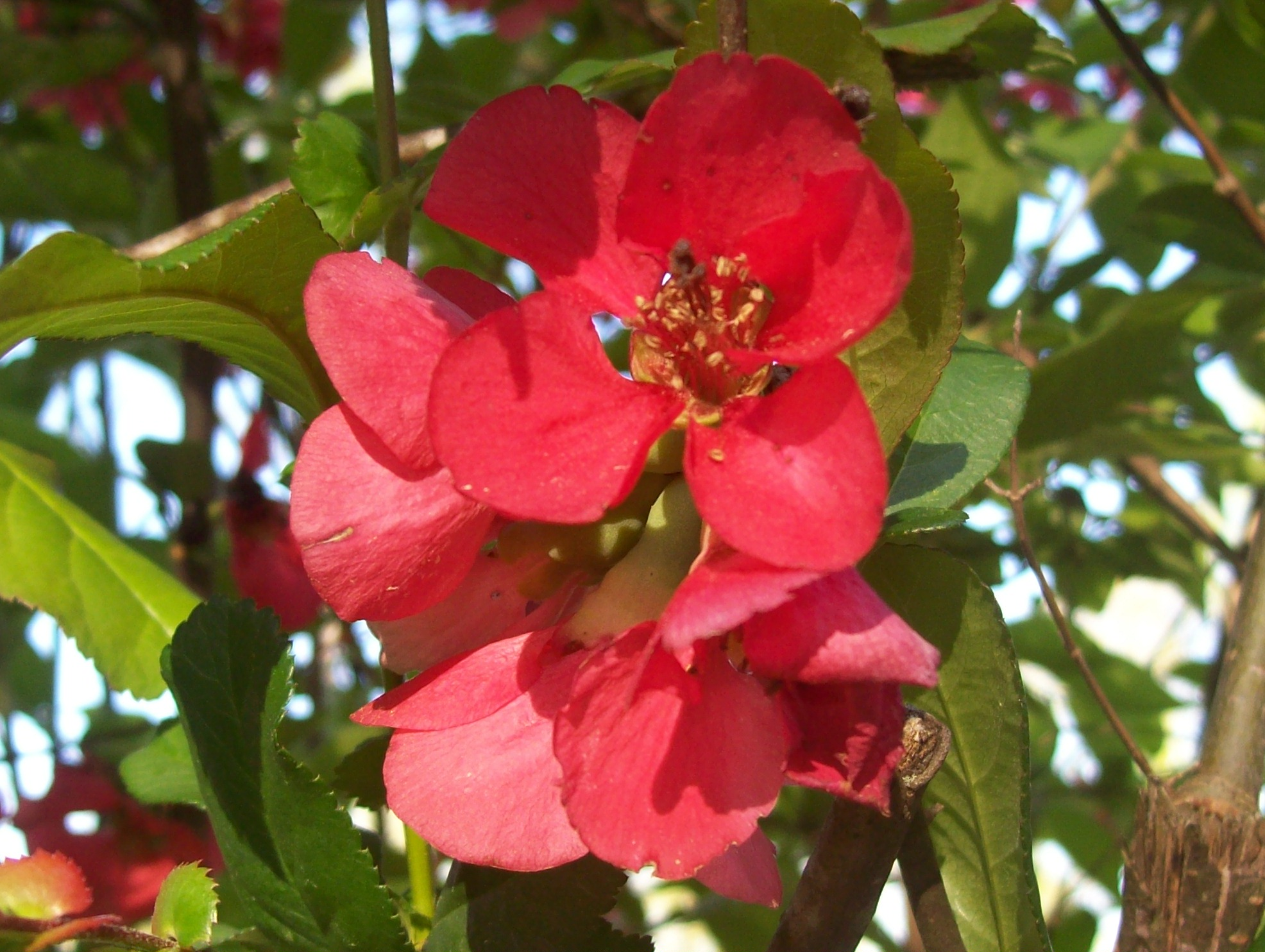
گل‌ها
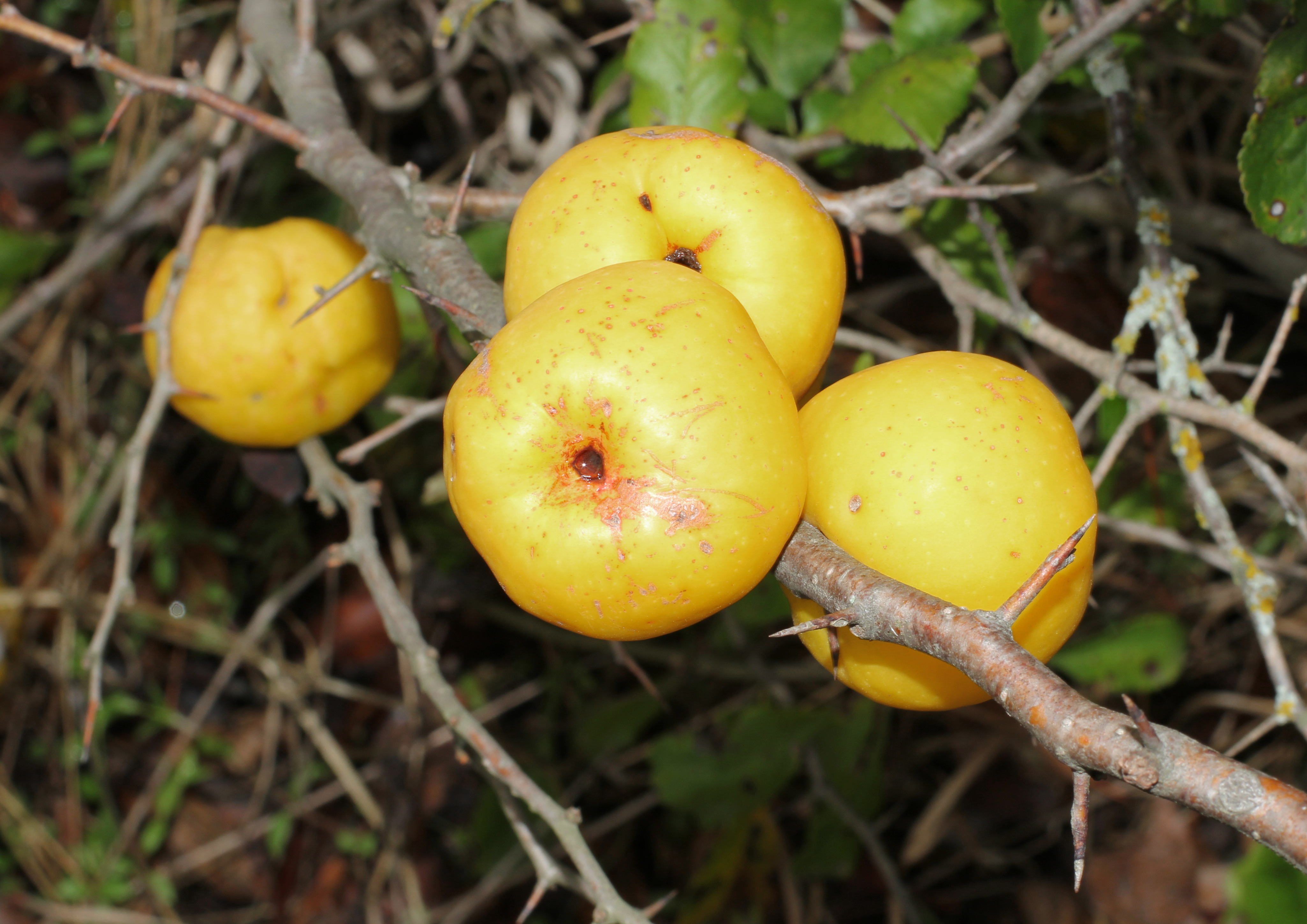
میوه